# 서부최고지휘관
서부최고지휘관(Oberbefehlshaber West; OB West)는 제2차 세계 대전 당시 서부군(서부전선의 독일군)을 총괄한 직책이다. 육군최고사령부가 아닌 국방군 최고사령부에 직속으로 딸려 있었다. 서부최고지휘관의 관할 구역은 전쟁이 진행됨에 따라 계속 달라졌다. 가장 넓을 때는 프랑스의 대서양 해안에 닿았지만 종전 직전에는 바이에른 정도만 남게 된다.

## 역대 지도부
| 취임             | 퇴임            | 계급     | 성명                 |
| ---------------- | --------------- | -------- | -------------------- |
| 1940년 10월 10일 | 1941년 4월 1일  | 야전원수 | 게르트 폰 룬트슈테트 |
| 1941년 5월 1일   | 1942년 3월 15일 | 야전원수 | 에르빈 폰 비츨레벤   |
| 1942년 3월 15일  | 1944년 7월 2일  | 야전원수 | 게르트 폰 룬트슈테트 |
| 1944년 7월 2일   | 1944년 8월 16일 | 야전원수 | 귄터 폰 클루게       |
| 1944년 8월 16일  | 1944년 9월 3일  | 야전원수 | 발터 모델            |
| 1944년 9월 3일   | 1945년 3월 11일 | 야전원수 | 게르트 폰 룬트슈테트 |
| 1945년 3월 11일  | 1945년 4월 22일 | 야전원수 | 알베르트 케셀링      |

## 전투서열
| 서부최고지휘관 |          |               |               |            |          |             |          |                         |
| B 집단군       | B 집단군 | B 집단군      | 서부 기갑집단 | G 집단군   | G 집단군 | H 집단군    | H 집단군 | D 집단군                |
| 제7군          | 제15군   | 제6SS기갑군   | 제5기갑군     | 제1군      | 제19군   | 제1강하군   | 제25군   | 서부최고지휘관 직접소관 |
| 제86군단       | 제88군단 | 제1SS기갑군단 | 제1SS기갑군단 | 제12육군단 | 제62군단 | 제2강하군단 | 제30군단 |                         |
| 제2강하군단    | 제88군단 | 제2SS기갑군단 | 제67기갑군단  | 제24육군단 | 제85군단 | 제86군단    |          |                         |
| 제53군단       | 제86군단 | 제67군단      | 제2SS기갑군단 | 제24육군단 | 제85군단 | 제86군단    |          |                         |

## 참고 자료
- http://niehorster.org/011_germany/44-oob/44-06-01_neptune/__OB_WEST.htm